# Herz-Jesu-Kirche (Tunau)

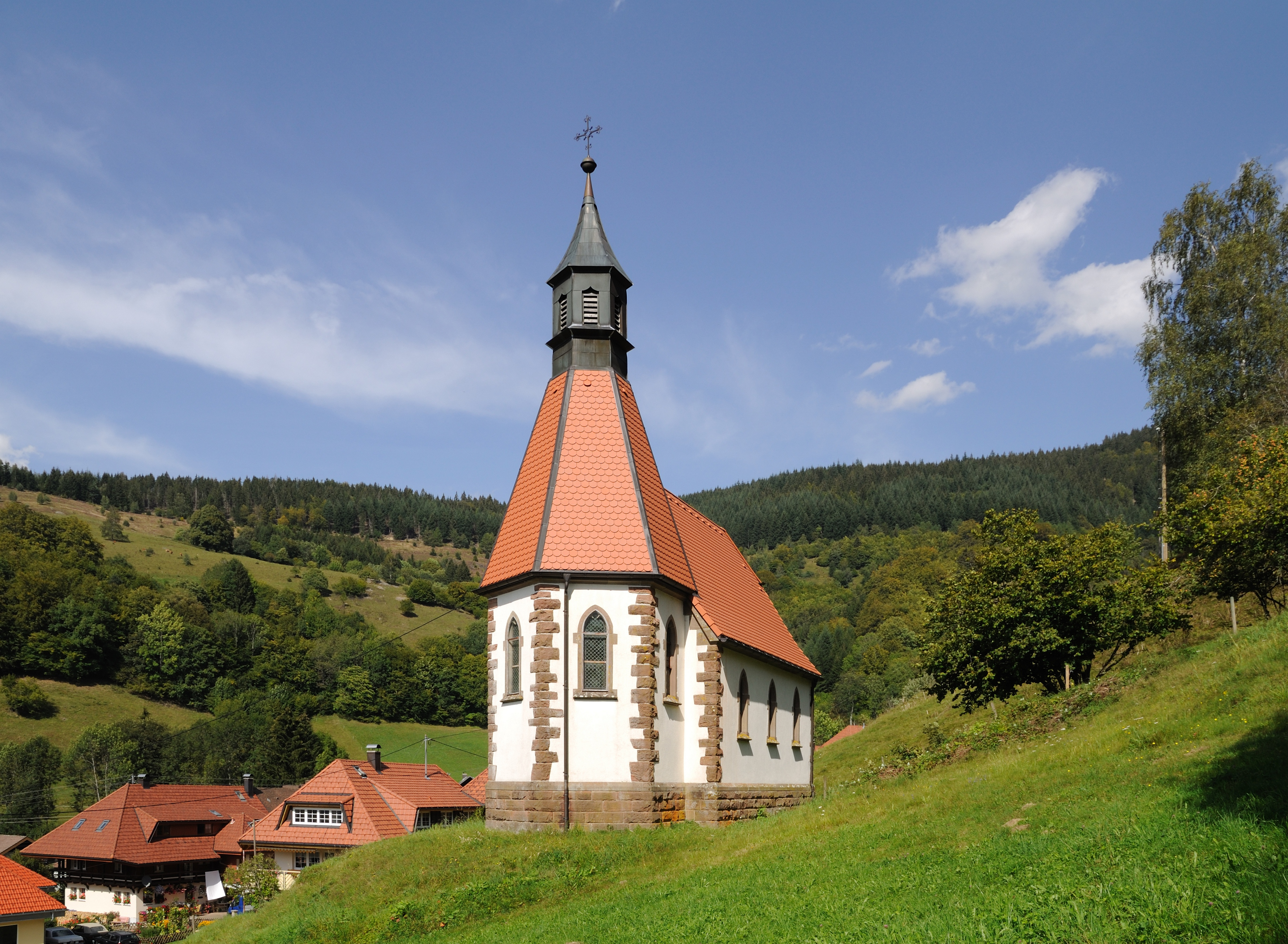
Herz-Jesu-Kirche Tunau

Herz Jesu ist eine römisch-katholische Filialkirche in der Gemeinde Tunau im Schwarzwald. Sie wurde Anfang des 20. Jahrhunderts errichtet und gehört zur Pfarrgemeinde Mariä Himmelfahrt (Schönau). Diese ist Teil der Seelsorgeeinheit Oberes Wiesental im Dekanat Wiesental der Erzdiözese Freiburg. Die Kirche ist dem Heiligsten Herzen Jesu geweiht, Patrozinium ist am dritten Freitag nach Pfingsten.

## Geschichte
Die Gemeinde Tunau gehört seit der Errichtung der Pfarrei in Schönau im Schwarzwald 1164 als Filialort diesem Kirchspiel an. 1870 gründete man einen Kapellenfonds zur Errichtung eines eigenen Gotteshauses. Als Bauplatz wurde das sogenannte Gartenmättle gestiftet und 1901 wurde die Kirche im neugotischen Stil errichtet.

## Beschreibung

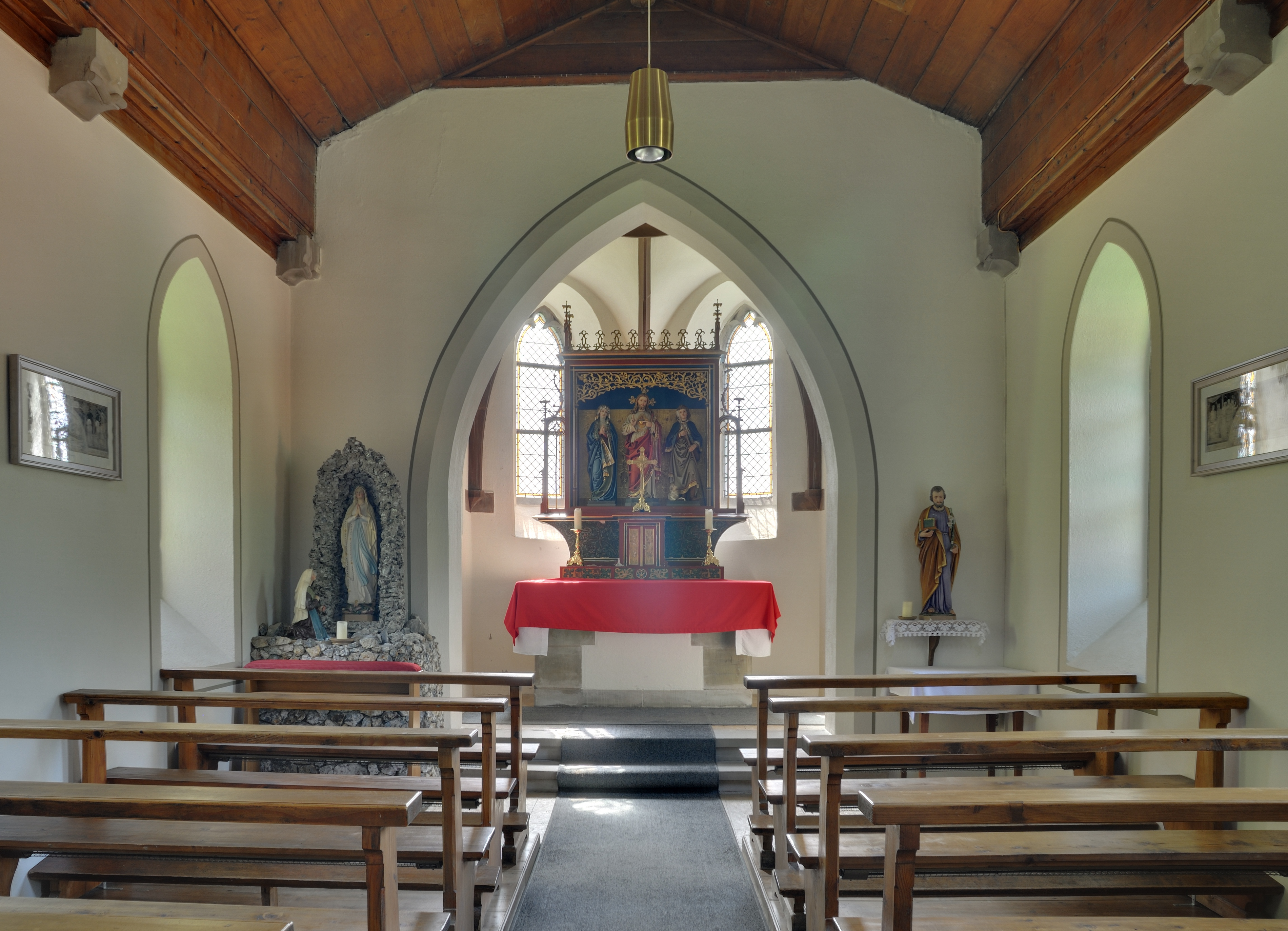
Innenraum Richtung Chor

Die Kirche steht auf einem leicht trassierten Grundstück an einem steilen Berghang auf 745 Meter Höhe südlich des Gemeindekerns unweit vom Rathaus des Ortes. Die rechteckige Saalkirche weist vom Boden bis zur Dachkante Eckquaderung auf und besitzt an seinen Längsseiten je drei spitzbogige Fenster. Das Satteldach ist an der Seite des Eingangsportals leicht abgewalmt. An der Chorseite erhebt sich ein sechseckiger, kleiner Turm, der mit einem Dach in Form eines steilen Pyramidenstumpfs gedeckt ist. Darüber schließt ein ebenfalls sechseckiger Aufbau mit Klangarkaden an, der über ein konkav zulaufendes Pyramidendächlein, einer Turmkugel und einem Kreuz abgeschlossen wird.
Im Inneren ist die Holzdecke an die Dachneigung angepasst. An den Decken hängen zwölf gerahmte kleine Stationsbilder.  Durch einen Triumphbogen ist das Langhaus mit dem Chor verbunden, in dem ein Altar mit Bildschmuck steht. Dieser wurde von der Kunstwerkstätte Marmon aus Sigmaringen gefertigt und zeigt unter anderem den Kirchenpatron. Der Chor wird von einem Rippengewölbe überspannt.
Im kleinen Kirchturm hängt eine Glocke mit dem Schlagton ais′′, die 1922 von der Gießerei Bachert in Karlsruhe hergestellt wurde.